# سلمانة (شمال سيناء)
سلمانة إحدى قرى مركز بئر العبد التابع لمحافظة شمال سيناء بجمهورية مصر العربية.